# Andrej Removics Belouszov
Andrej Removics Belouszov (oroszul: Андрей Рэмович Белоусов; Moszkva, 1959. március 17. –) orosz politikus, közgazdász, a miniszterelnök első helyettese, honvédelmi miniszter.

## Pályafutása
1981-ben kitüntetéssel végezte el a Moszkvai Állami Egyetemet, közgazdaságtudomány szakon. 1981-től 1986-ig – ösztöndíjasként, majd tudományos segédmunkatársként – a Szovjet Tudományos Akadémia Központi Gazdasági-Matematikai Kutatóintézetében dolgozott. Az ezt követő húsz évben az akadémia Közgazdasági és Gazdaság-előrejelzési Kutatóintézetében dolgozott. Folyamatos munkahelyi előmenetele eredményeképpen 2000-től 2006-ig az intézet Makrogazdasági Elemző és Rövidtávú Előrejelző Központjának igazgatója volt. Ezekben az években a miniszterelnök külső tanácsadójaként is szolgált. 
2006-ban a közgazdaságtudomány doktora fokozatot szerzett. Disszertációját az oroszországi gazdasági fejlődés ellentmondásairól írta.
2006-ban az államigazgatásban kezdett dolgozni. 2008-ig az oroszországi gazdasági miniszter helyettese volt, majd 2008-tól 2012-ig az orosz kormányapparátus gazdasági és pénzügyi osztályát vezette. 2012-ben egy évig gazdasági miniszter volt, majd Putyin elnök tanácsadójaként szolgált egészen 2020 elejéig.
2020. január 21. óta a miniszterelnök első helyettese a Misusztyin-kormányban. 2020. április 30-án, amikor Misusztyin koronavírus-fertőzéssel kórházba került, Putyin elnök Belouszovot jelölte ki ügyvivőnek a miniszterelnöki teendők ellátására Misusztyin távollétének idejére. Gyógyulása után Mihail Misusztyin május 19-étől tovább folytatta kormányfői munkáját.

## Gazdaságfejlesztési miniszterként
Putyin elnök 2012. május 21-én nevezte ki Belouszovot az Oroszországi Föderáció gazdaságfejlesztési miniszterévé a második Medvegyev-kormányban. Ebben a pozícióban Elvira Nabiullinát, az orosz központi bank későbbi elnökét váltotta föl. 2012 szeptemberében rövid időre felszökött a búza világpiaci ára, amikor Belouszov úgy nyilatkozott: Oroszország leállíthatja a búza exportját, miután a gyenge termés miatt megemelkedtek a hazai termelői árak.

## Miniszterelnök-helyettesként
Belouszovot 2020. január 21-én nevezte ki Vlagyimir Putyin elnök Mihail Misusztyin miniszterelnök első helyettesévé. Feladatköre a következő területeket öleli föl:
- az ország gazdasági fejlődésének elősegítése, az ezzel kapcsolatos nemzeti projektek (kis- és középvállalatok támogatása, exportfejlesztés, foglalkoztatás)  felügyelete
- az ország közlekedési gerincinfrastruktúrájának fejlesztése és finanszírozása
- az egységes költségvetési, hitelezési és pénzügyi politika
- a költségvetési és adópolitika
- az állami befektetéspolitika
- a jelzáloghitel-politika
- a pénzügyi, biztosítási és könyvviteli tevékenység állami felügyelete
- a gazdasági társaságokkal és a csődeljárásokkal kapcsolatos állami politika
- az oroszországi export állami támogatása
- az állami fejlesztési intézetek és azok projektjeinek felügyelete
- a szellemi tulajdon állami szabályozása
- a külkereskedelemmel és a vámüggyel kapcsolatos állami politika
- a kormányközi bizottságok munkájának koordinálása
- Oroszország részvétele a WTO munkájában
- a kis- és középvállalatok állami támogatása
- a versenypolitika és a monopóliumok elleni állami tevékenység, a természetes monopóliumok szabályozása
- a statisztikai tevékenység
- az állami közlekedéspolitika
- a gazdasági szankciókkal szembeni védekezés.

## Honvédelmi miniszterként
Vlagyimir Putyin 2024-es újraválasztása után május 12-én javasolta a Szövetségi Tanácsnak, hogy Szergej Sojgu helyett Andrej Belouszovot nevezze ki honvédelmi miniszterré. A posztot hagyományosan magas rangú tábornok tölti be, így rendhagyó volt, hogy Belouszov, aki soha nem volt katona, kapta meg az elnök bizalmát.

## Címei, kitüntetései
- Az Oroszországi Természettudományos Akadémia levelező tagja (1997)
- Az Oroszországi Föderáció érdemes közgazdásza (2007)
- A Becsületrend kitüntetettje (2009)[10]
- Az Oroszországi Föderáció valóságos első osztályú állami tanácsosa (2011)

## Publikációi

### Könyv
- Александр Рэмович Белоусов: Эволюция системы воспроизводства российской экономики: от кризиса к развитию (Az termelési rendszerek  evolúciója az oroszországi gazdaságban: a válságtól a fejlődésig).  2006.  ISBN 978-5-317-01601-2

### Cikkek, tanulmányok
- Белоусов, Андрей Рэмович: Развитие российской экономики в посткризисный период (Az orosz gazdaság fejlődése a válság utáni időszakban). Проблемы прогнозирования. Институт народнохозяйственного прогнозирования РАН. [2012. november 9-i dátummal az eredetiből archiválva]. (Hozzáférés: 2020. május 1.)
- Белоусов, Андрей Рэмович: Сценарии экономического развития России на пятнадцатилетнюю перспективу (Az orosz gazdasági fejlődés forgatókönyvei tizenöt éves perspektívában). Институт народнохозяйственного прогнозирования РАН, 2006 [2010. december 4-i dátummal az eredetiből archiválva]. (Hozzáférés: 2020. május 1.)

## Családja, magánélete
Apja, Rem Alekszandrovics Belouszov (1926–2008), közgazdászként részt vett az 1960-as években a koszigini gazdasági reformok kidolgozásában. Anyja, Alisza Pavlovna Belouszova, radiokémikus volt, a kémiai tudományok kandidátusa.
Nős, felesége, Larisza Vlagyimirovna Belouszova (leánykori nevén Avgyejeva) 1961-ben született. Szakmájára nézve közgazdász, de újságíróként dolgozik. 
Fia, Pavel, 1994-ben született, és a Moszkvai Állami Műszaki Egyetemre járt. 
Öccse, Dmitrij, 1972-ben született és szintén közgazdász, a közgazdaság-tudomány kandidátusa.
Hobbija a festészet története.